# 오티스 블랙웰
오티스 블랙웰(Otis Blackwell, 1931년 2월 16일 ~ 2002년 5월 6일)은 로큰롤에 심대한 영향력을 발휘한 아프리카계 미국인 작곡가, 가수, 피아니스트로 리틀 윌리 존의 〈Fever〉, 제리 리 루이스의 〈Great Balls of Fire〉, 〈Breathless〉, 엘비스 프레슬리의 〈Don't Be Cruel〉, 〈All Shook Up〉, 〈Return to Sender〉, 지미 존스의 〈Handy Man〉의 작곡가로 유명하다. 작곡가 겸 음반 프로듀서 로버트 블랙웰과 혼동 주의.
왕성한 1950년대 뉴욕 R&B 씬에서 다양한 협력 작업을 전개했으며 윌리 딕슨, 제리 리버와 마이크 스톨러처럼 정평된 작곡 스타일을 확립해 놓았다. 2010년 로큰롤 명예의 전당에 비공연자 부문으로 헌액되었다.

## 생애
오티스 블랙웰은 1931년 브루클린에서 태어나 어릴 적부터 인종의 벽을 가로질렀다. 집에서는 가족끼리 피아노 곁에 모여 복음성가를 불렀지만, 극장에서 일하다 카우보이 영화에서 노래하는 텍스 리터를 동경하기 시작했다. 감미로운 블루스 가수 척 윌스와 레리 다넬에게도 감명을 받았다. 오티스 블랙웰은, "블루스를 좋아했죠. 이야기가 있었거든요. 하지만 여기에는 같은 제한적 구성이 없었어요. 카우보이 노래는 뭐든 될 수 있었죠."라고 컨트리 음악에 대해 논평한 바 있다.
1952년 아폴로 극장 경연 대회 우승을 계기로 RCA 레코드의 노련한 프로듀서 조 데이비스에게 발탁, 음반 계약을 체결했다. 이듬해 데이비스가 소유한 제이-디로 전석, 약동하는 〈Daddy Rollin' Stone〉으로 성공을 맞이한다. 1955년부터는 애틀랜틱, 데이프, 커브, MGM에서 주로 작곡에 몰두했다.
주당 25달러를 받고 일하다 수익 향상을 위해 다른 가수를 위해 작곡을 개시했다. 곧 본인의 공연보다 작곡을 우선시하게 되었다. 작곡가 초창기에 매각된 곡 가운데 하나인 〈Don't Be Cruel〉은 거대 히트이자 대중음악의 변곡점이 되었다. 엘비스 프레슬리가 1956년 7월 2일 녹음하고 2주 뒤에 제리 리버와 마이크 스톨러의 〈Hound Dog〉과 더불어 더블 사이드 싱글에 취입, 팝 차트에 11주간 정상을 석권함과 동시에 컨트리 및 R&B 차트에서도 꼭대기에 올랐다. 물경 300만 장 이상이 판매되었다. 이후 프레슬리에게 〈Return to Sender〉 같은 곡을 전달했지만 한 번도 만나지 못했다.
〈Fever〉을 에디 쿨리와 공동 집필할 시에는 필명으로 존 데이브포트를 사용했는데, 당시 블랙웰이 제이-디와 계약된 상태였기 때문이었다. 〈Return to Sender〉는 윈드필드 스콧과, 〈Great Balls of Fire〉은 잭 해머와 작곡되었다. 〈Great Balls of Fire〉은 1957년 청소년 영화 《잼보리》를 위해 쓴 것으로서 제리 리 루이스는 노래에서 쿵쾅되는 피아노 연주를 들려주었다. 이후 루이스는 블랙웰의 〈Breathless〉 〈Livin' Lovin' Wreck〉, 〈Let's Talk About Us〉를 녹음하게 된다.
1960년대에도 변함없이 히트곡을 작곡해 나갔다. 1959년에 디 클라크가 〈Hey Little Girl〉를 히트시키고 〈Handy Man〉의 경우 1960년에 지미 존스가, 1964년에 델 섀넌이, 1971년에 제임스 테일러가 연이어 녹음했다. 그러나 로큰롤 시대가 점차 자작곡을 쓰는 그룹으로 이동되면서 그의 영향력은 잊혀져 갔다. 1970년대 말에는 본인의 히트곡을 취입한 음반을 녹음하고 순회공연을 발행했다. 1990년 자주 녹음하러 방문한 내슈빌로 이주했다. 1991년 거동이 불가할 정도의 뇌졸중이 발병돼 컴퓨터를 통해 소통했다. 2002년 5월 6일 내슈빌에서 심장마비로 사망했다.